# ماهی دوچینه
ماهی دوچینه (نام علمی: Diptychus) نام یک سرده از تیره کپورماهیان است.